# Broken (House M. D.)
«Broken» es el título del primer y segundo episodio de la sexta temporada de la serie de televisión House M. D.. El estreno de la temporada de dos partes se transmitió por primera vez en Fox el 21 de septiembre de 2009. La narración sigue al protagonista de la serie, el Dr. Gregory House (Hugh Laurie), mientras supera su adicción a la Vicodina y sus problemas psicológicos en el Hospital Psiquiátrico de Mayfield.
Recibiendo las calificaciones de audiencia más altas de la temporada, el episodio obtuvo críticas positivas de los críticos. También se aplaudió la actuación de Hugh Laurie.

## Sinopsis
House (Hugh Laurie) se interna por voluntad propia en el Hospital Psiquiátrico de Mayfield en Nueva Jersey para curar su adicción al Vicodin. Dentro del hospital, House sufre mucho dolor en su pierna derecha, ya que no puede tomar Vicodin para controlar el dolor, sólo toma pastillas que le dan allí, pero cada vez le reducen más la porción y sufre más dolor, fiebre y alucinaciones.
Un día House despierta sin sentir dolor ni alucinaciones y prepara su maleta para irse de Mayfield. House le dice a una doctora que ya no tiene alucinaciones ni náuseas y decide irse, a lo que le contesta una doctora que no se puede retirar hasta que el Dr. Norlan (Andre Braugher) se lo indique. House va a visitar al Dr. Norlan a su oficina y le dice que debería ser sensible en el tema de la esclavitud por ser negro.
El Dr. Norlan le dice a House que legalmente se puede ir cuando quiera pero le recomienda que se quede y que sus problemas van más allá del abuso del Vicodin, pero House se quiere ir pero no volverá a ejercer la medicina. House le pregunta que si es nuevo ese tratamiento bajo amenaza.
Las condiciones para que House salga son: asistir a terapia de grupo e individual, tomar medicamentos y tener una meta en mente. La meta de House es que el Dr. Norlan escriba una carta que él quiere que escriba para salir de Mayfield, lo quiere conseguir "volteando de cabeza Mayfield". Estando ya en su habitación conoce a Juan Álvarez "Alvie" (Lin-Manuel Miranda) que es un "rapero" que habla mucho y rapea todo el tiempo; según el Hospital Alvie es maníaco depresivo, House intenta deshacerse de Alvie pidiendo una nueva habitación pero Alvie no deja de hablar y desconcentra a House.
House tiene su terapia de grupo ese mismo día, donde lo presentan como "Greg". Un paciente que está ahí también pide salir un momento, pero la Dra. Beasley se lo impide. House se da cuenta de que el paciente, Jake, es clautrofóbico. Otro paciente (Curtis Armstrong) tiene paranoia, y así House empieza a deducir qué sufren. La Dra. Beasley (Megan Dodds) lo manda a estar en un cuarto de almohadas en solitario. Después de unas horas el grupo de terapia juega básquetbol en el patio de Mayfield, Beasley le recomienda a House que sea lindo, honesto y que interactúe con las personas. House acepta y va a jugar con los demás; le dice a Jake (el claustrofóbico) que si hay poco espacio, continúa y le dice al paciente que tiene paranoia, que los satélites de la CIA no lo ven a él sino al paranoico Curtis Armstrong, continúa con el juego, y le dice a un paciente anoréxico, de nombre Hal (Jason Plotnick), que si es cierto o acaso es una niña, el paciente huye y también pasa lo mismo con una paciente que se quiso suicidar cortándose las venas y encesta, House le dice a la Dra. Beasley que es divertido interactuar con las personas. House sube las escaleras para entrar al Hospital y escucha que alguien está tocando el piano, se encuentra con una chica de nacionalidad alemana llamada Lydia (Franka Potente), que le toca a una paciente que no dice nada y sólo reacciona con la música, los médicos van por House para llevárselo al cuarto de almohadas, Beasley le dice a House que si sigue con esa actitud de arrasar todo a su paso, se quedará a vivir en ese cuarto, House acepta la segunda oportunidad, en el pabellón están jugando ping-pong Alvie y Hal
House se disculpa con todos, diciendo que no es feliz en Mayfield y se desquitó con ellos sin querer y que fue ira mal dirigida, que si lo piensan bien los idiotas en Mayfield son los doctores, les dan una mesa de ping-pong pero sin raquetas ni red, es una burla, el juego se llama "tenis de mesa" no "voleibol de mesa" dice House. Alvie se une a House y dice que los tratan como a "niñitos", House dice que nadie se va colgar con una red de ping-pong, el "paranoico (Curtis Armstrong, dice que los tratan peor que a niñitos, lo que ocasiona que todos se opongan a las reglas del el hospital. Aparece el Dr. Norlan, y les da las raquetas porque House tiene razón, y le reclama a Norlan que les da todo lo que pidan menos a él.
House vuelve a su habitación con Alvie y comienza a pensar en un plan para doblegar a Norlan; al día siguiente se une un nuevo miembro al equipo de nombre Steve (Andrew Harrison Leeds). Él se autodenomina "Liberta-man", como un superhéroe, House se aparta del grupo y observa a Norlan con una mujer. House le dice a Beasley que ya tiene un plan y se llamará "Plan N". House le dice a Alvie que si tiene privilegios para entrar al Piso 3, Alvie le contesta que sí porque usa la máquina de dulces. House le dice que necesita saber el nombre de la mujer que vio junto a Norlan, estando en el pabellón. House descubre que el piano está abierto, pero inmediatamente le cierran el piano. Alvie le dice a House que en la agenda de Norlan no hay nada, House supone que se llama "Duna".
Al día siguiente, House está viendo Padre de familia con Alvie, pensando su plan y luego poner en poniendo en práctica su otro plan. House golpea de repente a Alvie para conseguir un calmante (Haldol) para vendérselo a Hal para utilizar el teléfono, durante la pelea los doctores le dan Haldol a House y finge estar desmayado.
House le habla a Wilson y no le hace caso porque quiere que House se recupere y no sea un adicto de nuevo. House le dice a Alvie que es su único amigo pero lo odia, el nuevo plan de House es cooperar, necesita 5 puntos para salir de Mayfield.
Al día siguiente coopera en la terapia de grupo y convive con los demás pero finge tragarse las píldoras, y consigue puntos participando, conviviendo y no hacer problemas. Cuando obtiene su tercer punto, están todos jugando póker y apuestan cigarrillos. House se encuentra con Lydia que le está tocando a su cuñada. Lydia le dice que ella tocaba el Violonchelo para la Filarmónica de Filadelfia, y que quizá el martes traiga el Violonchelo.
Después a House le hacen pruebas para ver si se está tomando sus pastillas, le piden que se haga un análisis de orina, por lo cual le pide a Hal que llene el frasco por él. El doctor que revisó a House le dice a "Liberta-man" que mueva el piano, a la vez le hace creer que no es un superhéroe, y le dice frente a todos que su esposa ha muerto.
Al final de esa semana se hizo una celebración de despedida para Susan (Angela Bettis), una mujer que quiso suicidarse, y todos asisten menos "Liberta-man", House le reclama al doctor por "dopar" a "Liberta-man", le dice que estaba funcional y estaba feliz; Norlan le dice a House que vaya a su oficina, ahí Norlan le dice a House que no se trata de puntajes el salir de aquí, House le dice que si intenta frustrarlo o si insiste, le confiesa que no toma sus pastillas, su prueba es que puede manipular, engañar y burlar a los médicos, lo que significa que está funcional, capaz, sano, racional. "No debería estar en Mayfield" dice House.
Alvie le dice que cual es el nuevo plan, House contesta que no le quedan planes, lo único que le queda es dejar de hablar. Al día siguiente (suponiendo que es martes) llega Lydia con un violonchelo pero no lo sube porque pesa mucho, House le dice que el lo subirá pero, Lydia le contesta que quien lo subirá a él, House le contesta irónicamente "Claro desprecia al inválido inútil". Le pide ayuda a "Liberta-man", House convence a Lydia para que le preste su carro para que el viento mueva el cabello de "Liberta-man" para que sienta como si volara, House se escapa con "Liberta-man" a una feria cercana, para subirse a un ventilador que los hace volar para que sea de nuevo "Liberta-man". Él se avienta desde un piso muy alto y se fractura la cadera, y varios otros huesos, House finalmente le pide ayuda a Norlan.